# Nummer 1-hits in de Billboard Hot 100 in 1995
Deze hits stonden in 1995 op nummer 1 in de Billboard Hot 100.
| Datum        | Artiest                    | Titel                               |
| ------------ | -------------------------- | ----------------------------------- |
| 7 januari    | Boyz II Men                | On bended knee                      |
| 14 januari   | Boyz II Men                | On bended knee                      |
| 21 januari   | Boyz II Men                | On bended knee                      |
| 28 januari   | TLC                        | Creep                               |
| 4 februari   | TLC                        | Creep                               |
| 11 februari  | TLC                        | Creep                               |
| 18 februari  | TLC                        | Creep                               |
| 25 februari  | Madonna                    | Take a bow                          |
| 4 maart      | Madonna                    | Take a bow                          |
| 11 maart     | Madonna                    | Take a bow                          |
| 18 maart     | Madonna                    | Take a bow                          |
| 25 maart     | Madonna                    | Take a bow                          |
| 1 april      | Madonna                    | Take a bow                          |
| 8 april      | Madonna                    | Take a bow                          |
| 15 april     | Montell Jordan             | This is how we do it                |
| 22 april     | Montell Jordan             | This is how we do it                |
| 29 april     | Montell Jordan             | This is how we do it                |
| 6 mei        | Montell Jordan             | This is how we do it                |
| 13 mei       | Montell Jordan             | This is how we do it                |
| 20 mei       | Montell Jordan             | This is how we do it                |
| 27 mei       | Montell Jordan             | This is how we do it                |
| 3 juni       | Bryan Adams                | Have you ever really loved a woman? |
| 10 juni      | Bryan Adams                | Have you ever really loved a woman? |
| 17 juni      | Bryan Adams                | Have you ever really loved a woman? |
| 24 juni      | Bryan Adams                | Have you ever really loved a woman? |
| 1 juli       | Bryan Adams                | Have you ever really loved a woman? |
| 8 juli       | TLC                        | Waterfalls                          |
| 15 juli      | TLC                        | Waterfalls                          |
| 22 juli      | TLC                        | Waterfalls                          |
| 29 juli      | TLC                        | Waterfalls                          |
| 5 augustus   | TLC                        | Waterfalls                          |
| 12 augustus  | TLC                        | Waterfalls                          |
| 19 augustus  | TLC                        | Waterfalls                          |
| 26 augustus  | Seal                       | Kiss from a rose                    |
| 2 september  | Michael Jackson            | You are not alone                   |
| 9 september  | Coolio & L.V.              | Gangsta's paradise                  |
| 16 september | Coolio & L.V.              | Gangsta's paradise                  |
| 23 september | Coolio & L.V.              | Gangsta's paradise                  |
| 30 september | Mariah Carey               | Fantasy                             |
| 7 oktober    | Mariah Carey               | Fantasy                             |
| 14 oktober   | Mariah Carey               | Fantasy                             |
| 21 oktober   | Mariah Carey               | Fantasy                             |
| 28 oktober   | Mariah Carey               | Fantasy                             |
| 4 november   | Mariah Carey               | Fantasy                             |
| 11 november  | Mariah Carey               | Fantasy                             |
| 18 november  | Mariah Carey               | Fantasy                             |
| 25 november  | Whitney Houston            | Exhale (Shoop Shoop)                |
| 2 december   | Mariah Carey & Boyz II Men | One sweet day                       |
| 9 december   | Mariah Carey & Boyz II Men | One sweet day                       |
| 16 december  | Mariah Carey & Boyz II Men | One sweet day                       |
| 23 december  | Mariah Carey & Boyz II Men | One sweet day                       |
| 30 december  | Mariah Carey & Boyz II Men | One sweet day                       |

1940 ·
1941 · 
1942 ·
1943 ·
1944 ·
1945 ·
1946 ·
1947 ·
1948 ·
1949 ·
1950 ·
1951 ·
1952 ·
1953 ·
1954 ·
1955 ·
1956 ·
1957 ·
1958 ·
1959 ·
1960 ·
1961 ·
1962 ·
1963 ·
1964 ·
1965 ·
1966 ·
1967 ·
1968 ·
1969 ·
1970 ·
1971 ·
1972 ·
1973 ·
1974 ·
1975 ·
1976 ·
1977 ·
1978 ·
1979 ·
1980 ·
1981 ·
1982 ·
1983 ·
1984 ·
1985 ·
1986 ·
1987 ·
1988 ·
1989 ·
1990 ·
1991 ·
1992 ·
1993 ·
1994 ·
1995 ·
1996 ·
1997 ·
1998 ·
1999 ·
2000 ·
2001 ·
2002 ·
2003 ·
2004 ·
2005 ·
2006 ·
2007 ·
2008 ·
2009 ·
2010 ·
2011 ·
2012 ·
2013 ·
2014 ·
2015 ·
2016 ·
2017 ·
2018 ·
2019 ·
2020 ·
2021 ·
2022 ·
2023
- Nederland (Top 40)
- Nederland (Single Top 100)
- Vlaanderen (Radio 2 Top 30)
- Vlaanderen (Ultratop 50)
- Wallonië
- Australië
- Denemarken
- Duitsland
- Frankrijk
- Italië
- Noorwegen
- Verenigd Koninkrijk
- Verenigde Staten (Hot 100)